# موتگی ۴۵۵۰۰
سیارک ۴۵۵۰۰ (به انگلیسی: 45500 Motegi، نامگذاری:2000BN3) چهل و پنج هزار و پانصدمین سیارک کشف شده‌است که در ۲۷ ژانویه ۲۰۰۰ کشف شد.